# Wereldkampioenschap superbike van Sugo 2003
Het wereldkampioenschap superbike van Sugo 2003 was de derde ronde van het wereldkampioenschap superbike en het wereldkampioenschap Supersport 2003. De races werden verreden op 27 april 2003 op het Sportsland SUGO nabij Murata, Japan.

## Superbike

### Race 1
| Pos | Nr  | Rijder              | Constructeur | Rondes | Tijd         | Grid | Punten |
| --- | --- | ------------------- | ------------ | ------ | ------------ | ---- | ------ |
| 1   | 100 | Neil Hodgson        | Ducati       | 25     | 37:57.829    | 5    | 25     |
| 2   | 55  | Régis Laconi        | Ducati       | 25     | +7.167       | 1    | 20     |
| 3   | 52  | James Toseland      | Ducati       | 25     | +14.853      | 7    | 16     |
| 4   | 11  | Rubén Xaus          | Ducati       | 25     | +28.299      | 12   | 13     |
| 5   | 10  | Gregorio Lavilla    | Suzuki       | 25     | +32.382      | 3    | 11     |
| 6   | 77  | Hitoyasu Izutsu     | Honda        | 25     | +32.584      | 9    | 10     |
| 7   | 19  | Lucio Pedercini     | Ducati       | 25     | +1:00.615    | 10   | 9      |
| 8   | 76  | Atsushi Watanabe    | Suzuki       | 25     | +1:02.154    | 4    | 8      |
| 9   | 8   | James Haydon        | Petronas     | 25     | +1:07.432    | 21   | 7      |
| 10  | 33  | Juan Borja          | Ducati       | 25     | +1:11.446    | 19   | 6      |
| 11  | 6   | Mauro Sanchini      | Kawasaki     | 25     | +1:17.354    | 14   | 5      |
| 12  | 15  | Giovanni Bussei     | Yamaha       | 25     | +1:18.970    | 17   | 4      |
| 13  | 20  | Marco Borciani      | Ducati       | 25     | +1:27.846    | 20   | 3      |
| 14  | 74  | Kenichiro Nakamura  | Honda        | 25     | +1:28.048    | 18   | 2      |
| 15  | 99  | Steve Martin        | Ducati       | 24     | +1 ronde     | 15   | 1      |
| DNF | 91  | Walter Tortoroglio  | Honda        | 18     | Uitgevallen  | 22   |        |
| DNF | 79  | Noriyasu Numata     | Ducati       | 16     | Ongeluk      | 13   |        |
| DNF | 5   | Ivan Clementi       | Kawasaki     | 0      | Ongeluk      | 11   |        |
| DNF | 4   | Troy Corser         | Petronas     | 0      | Ongeluk      | 8    |        |
| DNF | 9   | Chris Walker        | Ducati       | 0      | Ongeluk      | 6    |        |
| DNF | 7   | Pierfrancesco Chili | Ducati       | 0      | Ongeluk      | 2    |        |
| DNS | 48  | David García        | Ducati       | 0      | Niet gestart |      |        |

### Race 2
| Pos | Nr  | Rijder              | Constructeur | Rondes | Tijd         | Grid | Punten |
| --- | --- | ------------------- | ------------ | ------ | ------------ | ---- | ------ |
| 1   | 100 | Neil Hodgson        | Ducati       | 25     | 37:56.499    | 5    | 25     |
| 2   | 10  | Gregorio Lavilla    | Suzuki       | 25     | +0.818       | 3    | 20     |
| 3   | 7   | Pierfrancesco Chili | Ducati       | 25     | +1.470       | 2    | 16     |
| 4   | 11  | Rubén Xaus          | Ducati       | 25     | +10.470      | 12   | 13     |
| 5   | 52  | James Toseland      | Ducati       | 25     | +11.133      | 7    | 11     |
| 6   | 77  | Hitoyasu Izutsu     | Honda        | 25     | +21.604      | 9    | 10     |
| 7   | 55  | Régis Laconi        | Ducati       | 25     | +21.953      | 1    | 9      |
| 8   | 5   | Ivan Clementi       | Kawasaki     | 25     | +48.857      | 11   | 8      |
| 9   | 33  | Juan Borja          | Ducati       | 25     | +1:01.770    | 19   | 7      |
| 10  | 6   | Mauro Sanchini      | Kawasaki     | 25     | +1:05.289    | 14   | 6      |
| 11  | 15  | Giovanni Bussei     | Yamaha       | 25     | +1:09.325    | 17   | 5      |
| 12  | 4   | Troy Corser         | Petronas     | 25     | +1:15.284    | 8    | 4      |
| 13  | 20  | Marco Borciani      | Ducati       | 24     | +1 ronde     | 20   | 3      |
| 14  | 74  | Kenichiro Nakamura  | Honda        | 24     | +1 ronde     | 18   | 2      |
| 15  | 91  | Walter Tortoroglio  | Honda        | 24     | +1 ronde     | 22   | 1      |
| DNF | 76  | Atsushi Watanabe    | Suzuki       | 13     | Uitgevallen  | 4    |        |
| DNF | 79  | Noriyasu Numata     | Ducati       | 7      | Uitgevallen  | 13   |        |
| DNF | 8   | James Haydon        | Petronas     | 7      | Uitgevallen  | 21   |        |
| DNF | 99  | Steve Martin        | Ducati       | 4      | Uitgevallen  | 15   |        |
| DNF | 9   | Chris Walker        | Ducati       | 2      | Ongeluk      | 6    |        |
| DNF | 19  | Lucio Pedercini     | Ducati       | 0      | Ongeluk      | 10   |        |
| DNS | 48  | David García        | Ducati       | 0      | Niet gestart |      |        |

## Supersport
| Pos | Nr  | Rijder                   | Constructeur | Rondes | Tijd                | Grid | Punten |
| --- | --- | ------------------------ | ------------ | ------ | ------------------- | ---- | ------ |
| 1   | 93  | Christian Kellner        | Yamaha       | 25     | 39:19.896           | 3    | 25     |
| 2   | 85  | Ryuichi Kiyonari         | Honda        | 25     | +0.243              | 13   | 20     |
| 3   | 3   | Stéphane Chambon         | Suzuki       | 25     | +3.192              | 2    | 16     |
| 4   | 84  | Tekkyu Kayoh             | Yamaha       | 25     | +10.334             | 5    | 13     |
| 5   | 7   | Chris Vermeulen          | Honda        | 25     | +14.272             | 7    | 11     |
| 6   | 31  | Karl Muggeridge          | Honda        | 25     | +16.326             | 6    | 10     |
| 7   | 23  | Broc Parkes              | Honda        | 25     | +16.532             | 9    | 9      |
| 8   | 4   | Jurgen van den Goorbergh | Yamaha       | 25     | +17.596             | 10   | 8      |
| 9   | 17  | Pere Riba                | Kawasaki     | 25     | +18.516             | 4    | 7      |
| 10  | 15  | Alessio Corradi          | Yamaha       | 25     | +28.626             | 15   | 6      |
| 11  | 12  | Christophe Cogan         | Honda        | 25     | +30.582             | 19   | 5      |
| 12  | 71  | Werner Daemen            | Honda        | 25     | +37.443             | 16   | 4      |
| 13  | 16  | Simone Sanna             | Yamaha       | 25     | +37.484             | 18   | 3      |
| 14  | 69  | Gianluca Nannelli        | Yamaha       | 25     | +43.951             | 17   | 2      |
| 15  | 2   | Katsuaki Fujiwara        | Suzuki       | 25     | +45.520             | 1    | 1      |
| 16  | 77  | Thierry van den Bosch    | Yamaha       | 25     | +49.013             | 11   |        |
| 17  | 9   | Iain MacPherson          | Honda        | 25     | +51.550             | 8    |        |
| 18  | 21  | Matthieu Lagrive         | Yamaha       | 25     | +57.363             | 23   |        |
| 19  | 116 | Sébastien Charpentier    | Honda        | 25     | +1:16.875           | 22   |        |
| DNF | 22  | Stefano Cruciani         | Kawasaki     | 16     | Uitgevallen         | 21   |        |
| DNF | 18  | Robert Ulm               | Honda        | 6      | Ongeluk             | 20   |        |
| DNF | 8   | Jörg Teuchert            | Yamaha       | 2      | Ongeluk             | 14   |        |
| DNF | 1   | Fabien Foret             | Kawasaki     | 2      | Uitgevallen         | 12   |        |
| DNF | 20  | Kai Børre Andersen       | Kawasaki     | 1      | Uitgevallen         | 24   |        |
| DNQ | 34  | Didier Van Keymeulen     | Kawasaki     | 0      | Niet gekwalificeerd |      |        |

## Tussenstanden na wedstrijd

### Superbike
| Pos | Nr  | Rijder           | Team   | Punten |
| --- | --- | ---------------- | ------ | ------ |
| 1   | 100 | Neil Hodgson     | Ducati | 150    |
| 2   | 11  | Rubén Xaus       | Ducati | 106    |
| 3   | 10  | Gregorio Lavilla | Suzuki | 75     |
| 4   | 52  | James Toseland   | Ducati | 67     |
| 5   | 55  | Régis Laconi     | Ducati | 63     |

### Supersport
| Pos | Nr | Rijder                   | Team   | Punten |
| --- | -- | ------------------------ | ------ | ------ |
| 1   | 7  | Chris Vermeulen          | Honda  | 56     |
| 2   | 2  | Katsuaki Fujiwara        | Suzuki | 46     |
| 3   | 93 | Christian Kellner        | Yamaha | 37     |
| 4   | 4  | Jurgen van den Goorbergh | Yamaha | 31     |
| 5   | 3  | Stéphane Chambon         | Suzuki | 29     |

1988 · 1989 · 1990 · 1991 · 1992 · 1993 · 1994 · 1995 · 1996 · 1997 · 1998 · 1999 · 2000 · 2001 · 2002 · 2003